# 博实乐
博实乐教育控股有限公司（Bright Scholar Education Holdings Limited，简称博实乐，股票代码：BEDU）是一家总部位于中国广东省佛山市的私营教育服务提供商，主要从事K-12（幼儿园至高中）教育服务，业务涵盖国际学校、双语学校及幼儿园等教育领域。

## 历史
博实乐前身为碧桂园教育集团，最初由碧桂园控股有限公司（Country Garden Holdings）于1994年创立，旨在为其房地产项目配套教育设施。2017年，博实乐作为独立实体在纽约证券交易所上市，股票代码为BEDU，公司通过并购和自建学校的方式扩展其教育网络。